# 弯垅泡
弯垅泡是一个位于中国吉林省镇赉县的湖泊，面积约为10平方千米，平均水深约为1.3米。